# Darren Almond
Darren Almond (ur. 1971 w Wigan) – brytyjski rzeźbiarz, fotograf i artysta wideo.
Autor m.in. instalacji KN120 (1995), Mean Time (2000), If I had you (2003) oraz Live Sentence (2004), a także serii fotografii Fullmoons tworzonych od 1998 roku. Jego prace wystawiano m.in. w Brooklyn Museum (1997-1999), Tate Britain (2001/2002) oraz Museum of Contemporary Art w Sydney (2003/2004).
Jest absolwentem Winchester School of Art. Jego pierwszą wystawą indywidualną była prezentacja instalacji KN120, która odbyła się w 1995 roku w Londynie. W 2005 roku był jednym z kandydatów do Nagrody Turnera.
Prace Almonda dotyczą przede wszystkim problemu upływu czasu i jego subiektywnego odczuwania. Np. instalacja A Real Time Piece (1995) stanowiła zapis wideo z pustego studia artysty, w którym widać było odmierzający czas zegar, głośno pracujący zegar stanowi również element instalacji A Mean Time, a na pracę Tide składało się 600 zegarów, jednocześnie odmierzających czas; także instalacja Live Sentence stanowiąca wideo transmisję na żywo z pustych cel więziennych poświęcona jest tematowi czasu. W twórczości Almonda pojawiają się także wątki rodzinne – instalacja If I had you poświęcona jest wspomnieniom babci artysty, a Traction – ojcu Darrena. Z kolei instalacja Terminus, na którą składały się przystanki autobusowe z Oświęcimia, poświęcona jest problemowi historycznej pamięci.